# Nils Ferlin
Nils Ferlin (Karlstad, 1898 - Uppsala, 1961) foi um poeta popular sueco, conhecido como um dos "boémios de Klara". Suas poesias são ricas em humor perpassado por melancolia, amargura e compaixão pelos pobres e pelos desorientados.

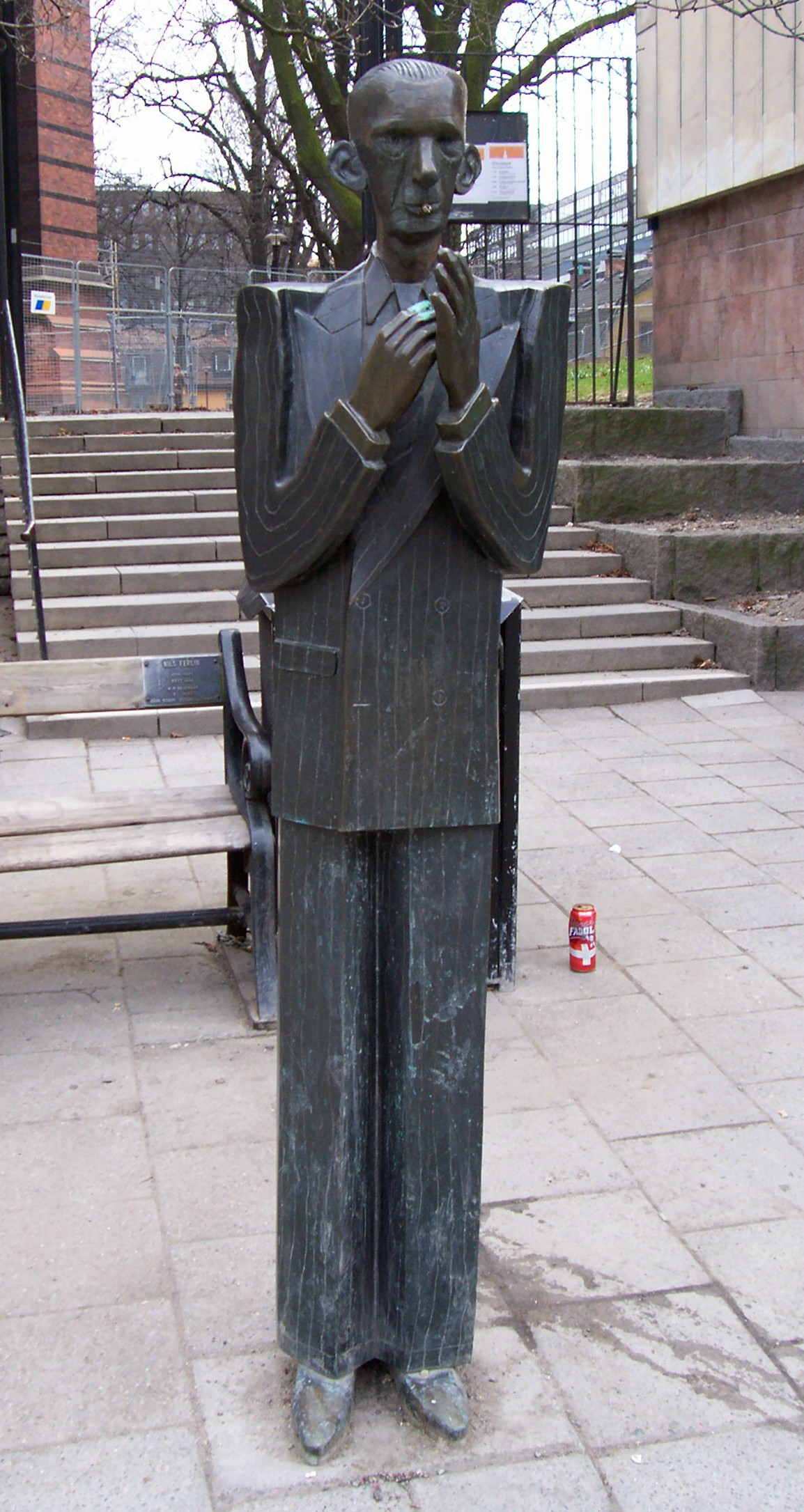
Escultura representando Nils Ferlin, feita por K.G. Bejemark, e colocada perto da Igreja de Klara no centro de Estocolmo